# Siert Bruins

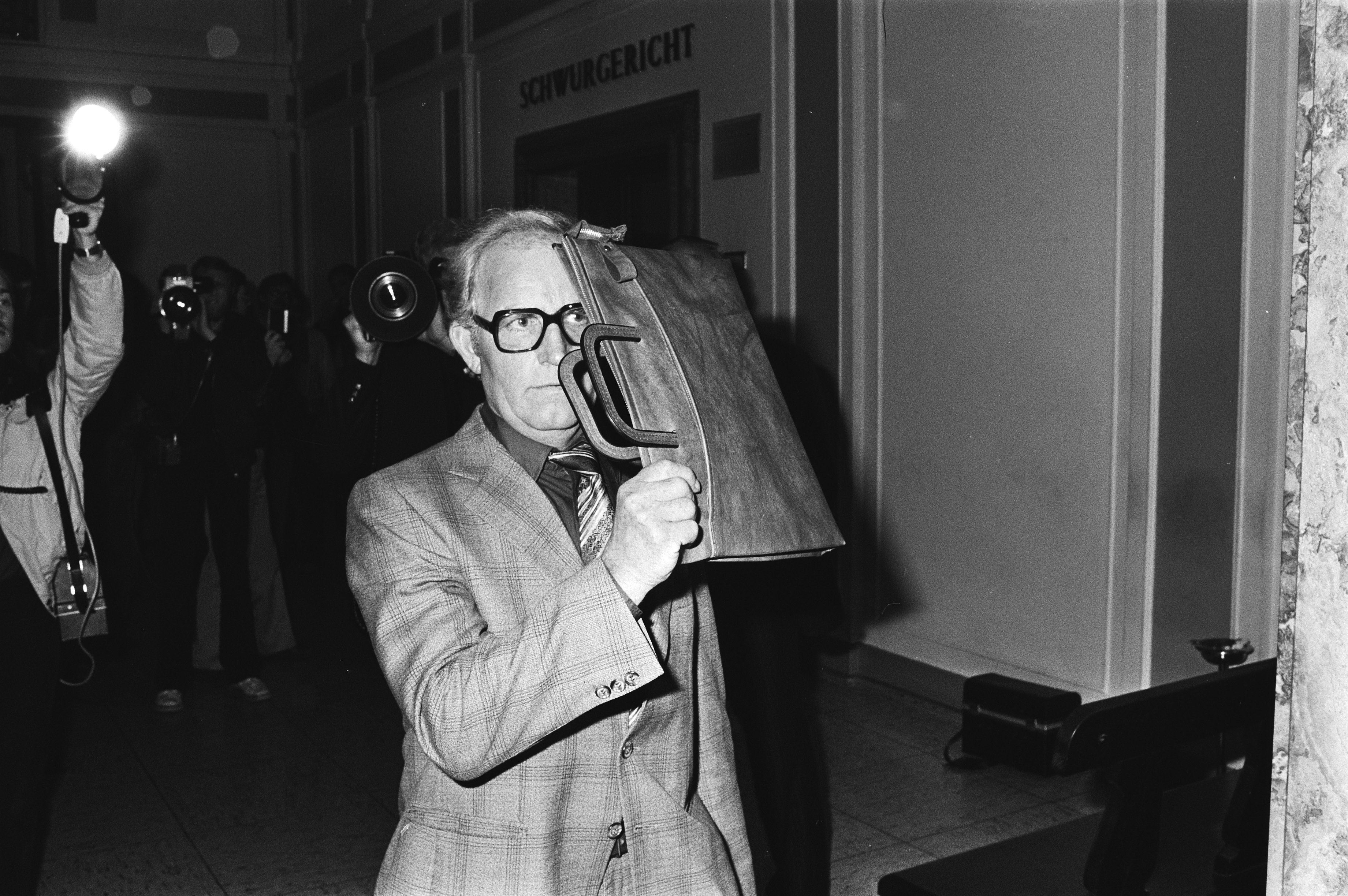
Siert Bruins auf dem Weg zum Gericht in Hagen (1979)

Siert Bruins, auch Siegfried Bruns (* 2. März 1921 in Vlagtwedde, heute Teil von Westerwolde; † 28. September 2015 in Breckerfeld), war ein niederländisch-deutscher Kollaborateur während der deutschen Besatzung der Niederlande im Zweiten Weltkrieg.

## Biographie

### Während der Besatzung der Niederlande
Siert Bruins entstammte einer armen Familie aus Vlagtwedde; er hatte drei Brüder. Alle vier wurden Mitglieder der NSB. Siert und sein jüngerer Bruder Derk-Elsko traten der Weerbaarheidsafdeling bei, einer Abteilung der NSB, und zum 28. Februar 1941 der Niederländischen SS.
Die Brüder Bruins wurden an der Ostfront eingesetzt. Siert Bruins wurde verletzt und nach einer Umschulung als SS-Unterscharführer zum Sicherheitsdienst (SD) des Grenzpolizeipostens in Delfzijl abkommandiert. Delfzijl ist eine kleine Hafenstadt im Norden der Niederlande mit damals rund 20.000 Einwohnern, deren 126 jüdische Bürger schon im Jahre 1942 nach Auschwitz verschleppt worden waren. Siert Bruins und seine dortigen Kollegen hatten die Aufgabe, untergetauchte Juden, die sich auf den umliegenden Bauernhöfen versteckt hielten, sowie niederländische Widerstandskämpfer, die diesen halfen, aufzuspüren und zu exekutieren. Ein Zeitzeuge sagte aus, dass Bruins mit seiner Gruppe vom Sicherheitsdienst „Furcht und Terror“ in Delfzijl und Umgebung verbreitet habe.
1944 nahmen Bruins und sein Kommando den 36-jährigen Widerstandskämpfer Aldert Klaas Dijkema fest und brachten ihn in einem Auto in sein Heimatdorf Appingedam in der Provinz Groningen. Sie befahlen Dijkema aus dem Wagen zu steigen und in ein nahegelegenes Fabrikgelände zu gehen. Bruins und der SS-Oberscharführer August Neuhäuser folgten ihm, und wenige Minuten später wurde Dijkema mit Schüssen getötet. Im April 1945, als das nahegelegene Groningen schon von kanadischen Truppen befreit war, griff das SS-Kommando aus Delfzijl mit Bruins zwei flüchtige jüdische Brüder – Lazarus und Meijer Sleutelberg – auf, zwang sie, ihre eigenen Gräber zu schaufeln, und ermordete sie. Wenige Stunden später setzte sich Bruins gemeinsam mit weiteren deutschen und niederländischen Angehörigen des SD Delfzijl mit einem Boot über die Ems in das deutsche Emden ab.

### Nach dem Krieg
Nach seiner Flucht nahm Siert Bruins in Deutschland den Namen Siegfried Bruns an; aufgrund seiner Zugehörigkeit zur SS besaß er durch einen Führererlass vom Mai 1943 die deutsche Staatsangehörigkeit. Seine Ehefrau, mit der er seit März 1945 verheiratet war, wurde nach Kriegsende in den Niederlanden wegen ihrer politischen Nähe zu den Besatzern zu drei Jahren Zwangsarbeit und zehn Jahren Verlust des Wahlrechts verurteilt. Anfang der 1950er Jahre ließ sich Bruins mit seiner Frau und seinen zwei Söhnen in der Kleinstadt Breckerfeld im nordwestlichen Sauerland nieder und baute einen Gartenbaubetrieb auf. In der Nähe lebten weitere Altnazis und Kriegsverbrecher, wie etwa Bruins’ Bruder Derk-Elsko (1923–1986) und Herbertus Bikker, mit dem Bruins befreundet war.

### Gerichtsverfahren
In den Niederlanden wurde Bruins 1949 in Abwesenheit für die Morde an Aldert Dijkema und den jüdischen Brüdern Laas und Meijer Sleutelberg zum Tode verurteilt. Das Todesurteil wurde später – wie viele andere – in eine lebenslange Haftstrafe umgewandelt. Laut Urteil von 1949 wurde Dijkema von Bruins wie von Neuhäuser gemeinsam mindestens viermal in den Rücken geschossen. In den niederländischen Zeitungen erhielt er die Beinamen Beest oder Beul (Henker) van Appingedam. Sein Aufenthaltsort war unbekannt.
1978 kam Simon Wiesenthal auf die Spur der Bruins-Brüder, nachdem der Sohn von Siert Bruins beim Stellen eines Ehe-Aufgebots den niederländischen Pass seines Vaters vorgelegt hatte. Die Staatsanwaltschaft Hagen wollte keine Ermittlungen aufnehmen, woraufhin eine Gruppe ehemaliger niederländischer Widerstandskämpfer erwog, Bruins in die Niederlande zu entführen. Mit Hilfe eines „Lockvogels“ sollte Bruins zu einem Rundflug mit einem Sportflugzeug überredet und in die Niederlande gebracht werden, der Plan scheiterte jedoch. Erst als Wiesenthal hartnäckig insistierte, wurde Bruins inhaftiert und angeklagt; eine Auslieferung kam aufgrund seiner deutschen Staatsangehörigkeit nicht in Frage. 
Im Februar 1979 wurde der Prozess gegen Siert Bruins vor dem Landgericht Hagen mit einer Anklage wegen des Mordes an den Brüdern Sleutelberg eröffnet; die Tötung von Dijkema wurde als Totschlag gewertet und galt somit als verjährt. Er wurde 1980 wegen Beihilfe zum Mord zu sieben Jahren Freiheitsstrafe verurteilt, da eine persönliche Tatbeteiligung im Falle der Sleutelbergs nicht nachgewiesen werden konnte; Bruins gab an, während der Exekution nur „Wache gestanden“ zu haben. Er verbüßte fünf Jahre. Nach seiner Verhaftung sammelten Freunde und Bekannte Unterschriften für seine Freilassung; Mitglieder des örtlichen Kegelvereins nannten ihn einen „anständigen und gern gesehenen Eingesessenen“.
Die Rechtsauffassung in Deutschland änderte sich 2010 mit dem Prozess gegen einen weiteren niederländischen NS-Verbrecher, Heinrich Boere, der drei Widerstandskämpfer umgebracht hatte. Ihm wurde Heimtücke nachgewiesen, womit seine Taten als Morde galten, die nicht verjähren. Boere wurde zu einer lebenslangen Haftstrafe verurteilt. Der deutsche Historiker Stephan Stracke setzte sich für die Wiederaufnahme des Verfahrens gegen Bruins ein. Anfang 2012 nahm die deutsche Justiz neue Ermittlungen gegen Bruins auf. Ende November 2012 wurde Bruins in Deutschland nun wegen Mordes an Aldert Klaas Dijkema im September 1944 angeklagt. Dijkemas 97-jährige Schwester war Nebenklägerin.
Der Prozess gegen den inzwischen 92-jährigen Bruins begann am 2. September 2013. Ende November desselben Jahres wurde seine Prozessfähigkeit festgestellt. Bruins bestritt, auf den Mann geschossen zu haben, und beschuldigte seinen Vorgesetzten Neuhäuser († 1985). Dijkema habe versucht zu fliehen, behauptete er, deshalb habe Neuhäuser ihn hinterrücks erschossen. Der inzwischen verstorbene Neuhäuser wiederum hatte Jahre zuvor ausgesagt, sie beide hätten auf Dijkema geschossen.
Am 8. Januar 2014 wurde der Prozess ohne Urteil eingestellt, da nach Ansicht des Gerichts nicht mehr festgestellt werden könne, ob Dijkema ermordet worden sei: Der genaue Tathergang habe nicht rekonstruiert werden können. Es habe lediglich Beweise für einen – nun verjährten – Totschlag gegeben.
Zum Zeitpunkt seines Todes im Jahre 2015 galt Siert Bruins als der letzte noch lebende niederländische Kriegsverbrecher. David Barnouw vom niederländischen NIOD Instituut voor Oorlogs-, Holocaust- en Genocidestudies vertrat die Überzeugung, dass es noch „Hunderte unidentifizierte SS-Freiwillige“ gebe.